# رکنا د کامپس
رکنا د کامپس (به اسپانیایی: Requena de Campos) یک شهرستان در اسپانیا است که در استان پالنسیا واقع شده‌است.

## خصوصیات
رکنا د کامپس ۱۳ کیلومترمربع مساحت و ۴۱ نفر جمعیت دارد.